# Loches
Loches is een Franse gemeente, gelegen aan de rivier Indre in het departement Indre-et-Loire, met op 1 januari 2022 6.233 inwoners (Lochois genaamd). Loches is de onderprefectuur van het arrondissement Loches.
De stad draagt de zichtbare sporen van haar militair verleden, en heeft in het historische centrum haar middeleeuwse karakter weten te bewaren. Van dit vrij goed bewaarde stadsdeel zijn nog twee van de drie oorspronkelijke stadsomwallingen te zien.

## Geschiedenis

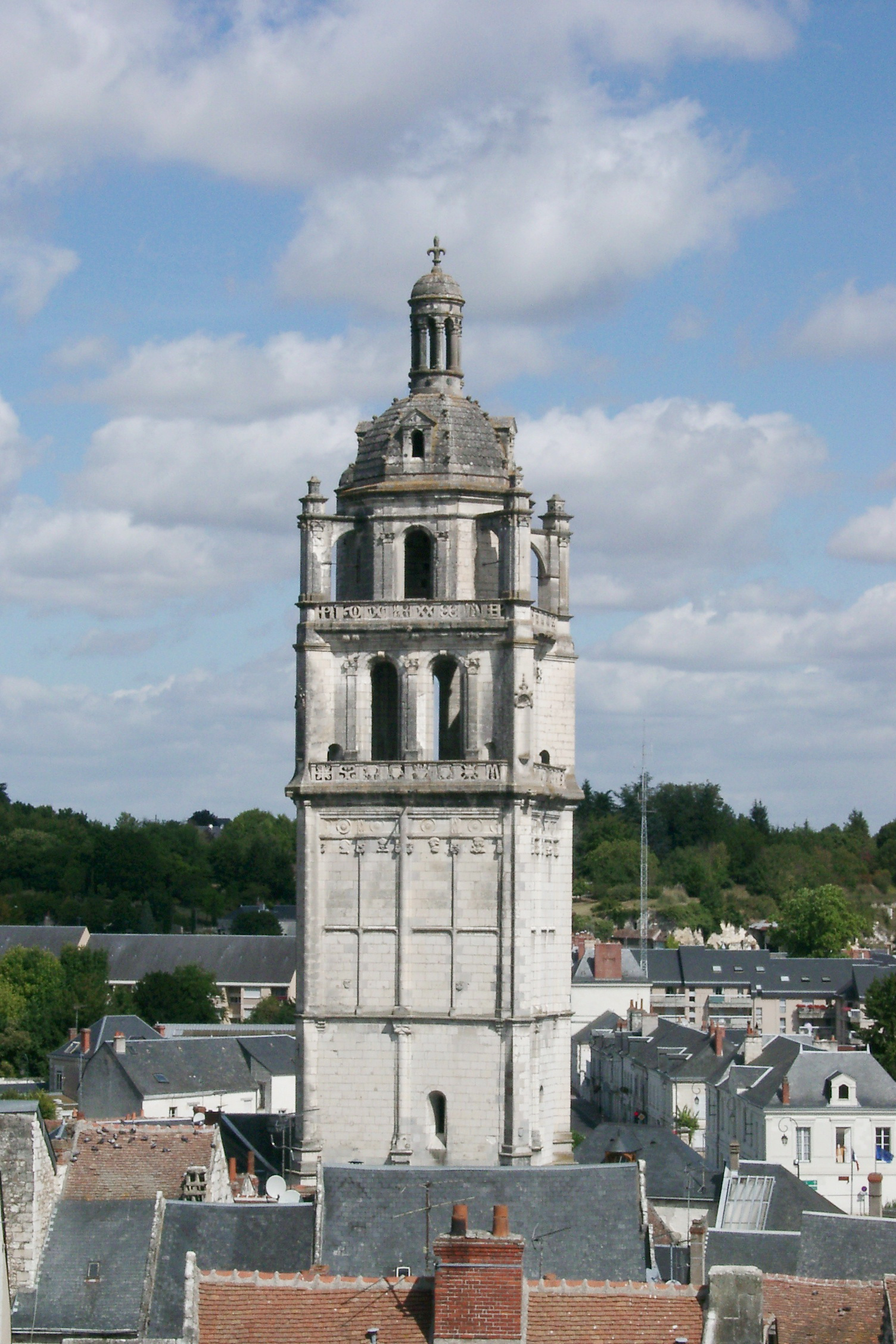
De toren Tour Saint Antoine

Gregorius van Tours weet te vertellen dat reeds in de 6e eeuw de natuurlijke ligging van Loches werd benut. Hij vermeldt het bestaan in die tijd van een fort op een rots boven de Indre dat een dorp en een priorij beheerste. Deze priorij zou gesticht zijn door de eremiet en heilige Ursus.
Van de 10e tot de 13e eeuw was Loches in bezit van de graven van Anjou, die het fort uitbouwden tot een woonburcht. Hendrik II Plantagenet liet de wallen nog versterken. Na zijn dood nam zijn zoon Richard Leeuwenhart zijn intrek in de burcht, alvorens hij met Filips Augustus op kruistocht vertrok. Filips Augustus keerde echter overijld naar Frankrijk terug in 1191 en gooide het op een akkoordje met Richards broer Jan zonder Land, die Loches aan hem afstond. Nadat Richard Leeuwenhart zich uit zijn gevangenschap in Oostenrijk had weten te bevrijden, heroverde hij tijdens een verrassingsaanval in 1194 zijn burcht. Na zijn dood nam Filips Augustus weerwraak en nam Loches opnieuw in bezit. Tussen 1205 en 1249 was de burcht in handen van de plaatselijke landheren, waarna Lodewijk IX haar terugkocht. Vervolgens deed het kasteel dienst als woonplaats van de koningen Lodewijk IX, Filips de Schone en Jan de Goede. Loches was een koninklijke stad die bestuurd werd door een gouverneur.
In 1429, na haar overwinning in Orléans, vond op 3 juni in het kasteel van Loches een belangrijke ontmoeting plaats tussen Jeanne d'Arc en Karel VII, om op diens vertrek naar Reims aan te dringen met het oog op zijn spoedige kroning. Wat later nam Agnès Sorel, Karels maîtresse, haar intrek in Loches: zij had het hof in Chinon verlaten, omdat kroonprins Lodewijk, de latere Lodewijk XI haar het leven zuur maakte. Na haar dood in 1450 werd zij ook in Loches begraven.
Lodewijk XI gebruikte de burchttoren (de zogenaamde donjon) van Loches als gevangenis, waarin hij graag zijn gevangenen liet opsluiten. Hij had er zijn beruchte kooien ingericht, waarvan beweerd werd dat geen mens er ooit levend uitkwam. Het schijnt echter dat zij vooral 's nachts en voor het vervoer van gevangenen gebruikt werden. Lodewijks gunsteling kardinaal Jean La Balue, aan wie de uitvinding ervan toegeschreven werd, kreeg de eer er persoonlijk kennis mee te maken, nadat hij in ongenade was gevallen. Hij zat van 1469 tot 1480 in Loches gevangen, en overleed elf jaar na zijn vrijlating.
In de 16e eeuw kende de stad een tijd van voorspoed. Er vestigden zich handelaars en Loches was ook een belangrijk administratief en gerechtelijk centrum in Touraine.

## Bezienswaardigheden
In 1968 werd het historisch centrum van de stad met zijn talrijke gebouwen uit de middeleeuwen en renaissance als geheel beschermd. De belangrijkste bezienswaardigheden zijn:
- De Porte Royale (11e tot 13e eeuw), een zwaar versterkte stadspoort uit de middeleeuwse stadsomwalling, en ook een paar andere stadspoorten (de Porte Picoys uit de 14e, en de Porte des Cordeliers uit de 15e eeuw).
- De romaanse kerk (Collégiale Saint-Ours), gesticht in 962, maar in zijn huidige vorm grotendeels daterend uit de 12e/13e eeuw, met een opmerkelijk kerkportaal (met vreemde dierenfiguren), twee achthoekige dakpiramiden en het praalgraf van Agnès Sorel.
- Het middeleeuwse Château de Loches (Logis Royal), en de bidkapel van Anna van Bretagne.
- De donjon (11e tot 15e eeuw), die vanaf 1249 eeuwenlang dienstdeed als staatsgevangenis (met de cel van de hertog van Milaan, Ludovico Sforza, die tijdens zijn gevangenschap muurschilderingen maakte).
- In de benedenstad het Renaissance-raadhuis (1535–1543) en enkele woonhuizen uit de 16e eeuw.

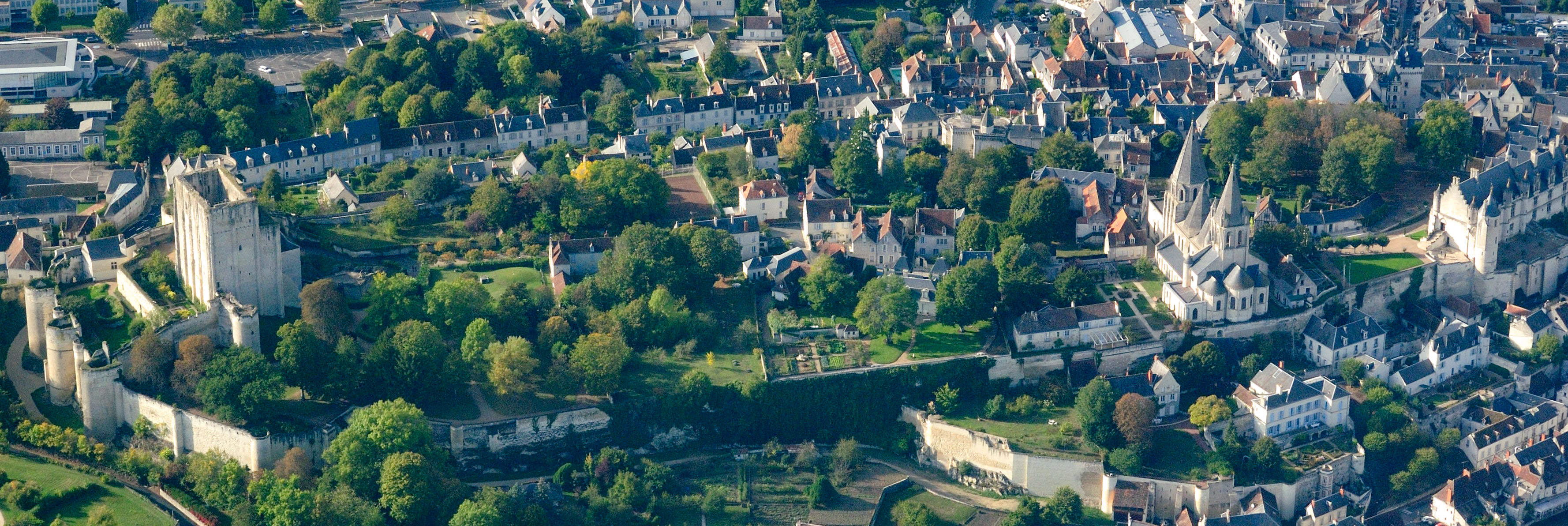
De kasteelheuvel met van links naar rechts: De donjon (ruïne), Saint-Ourskerk en Logis Royal

Andere bezienswaardigheden zijn:
- Musée Lansyer, museum ingericht in het voormalige woonhuis van de 19e-eeuwse landschapschilder Emmanuel Lansyer. Het museum werd geopend in 1902 en bezit een collectie schilderijen van Lansyer alsook de collectie etsen en Japanse voorwerpen van de schilder.[3]
- Église et galerie Saint-Antoine, kerk en museum in een voormalig ursulinenklooster. De museumcollectie bevat twee schilderijen van Caravaggio en een triptiek van Jean Poyet.

## Geografie
De oppervlakte van Loches bedroeg op 1 januari 2022 27,06 vierkante kilometer; de bevolkingsdichtheid was toen 230,3 inwoners per km². De Indre stroomt door de gemeente.

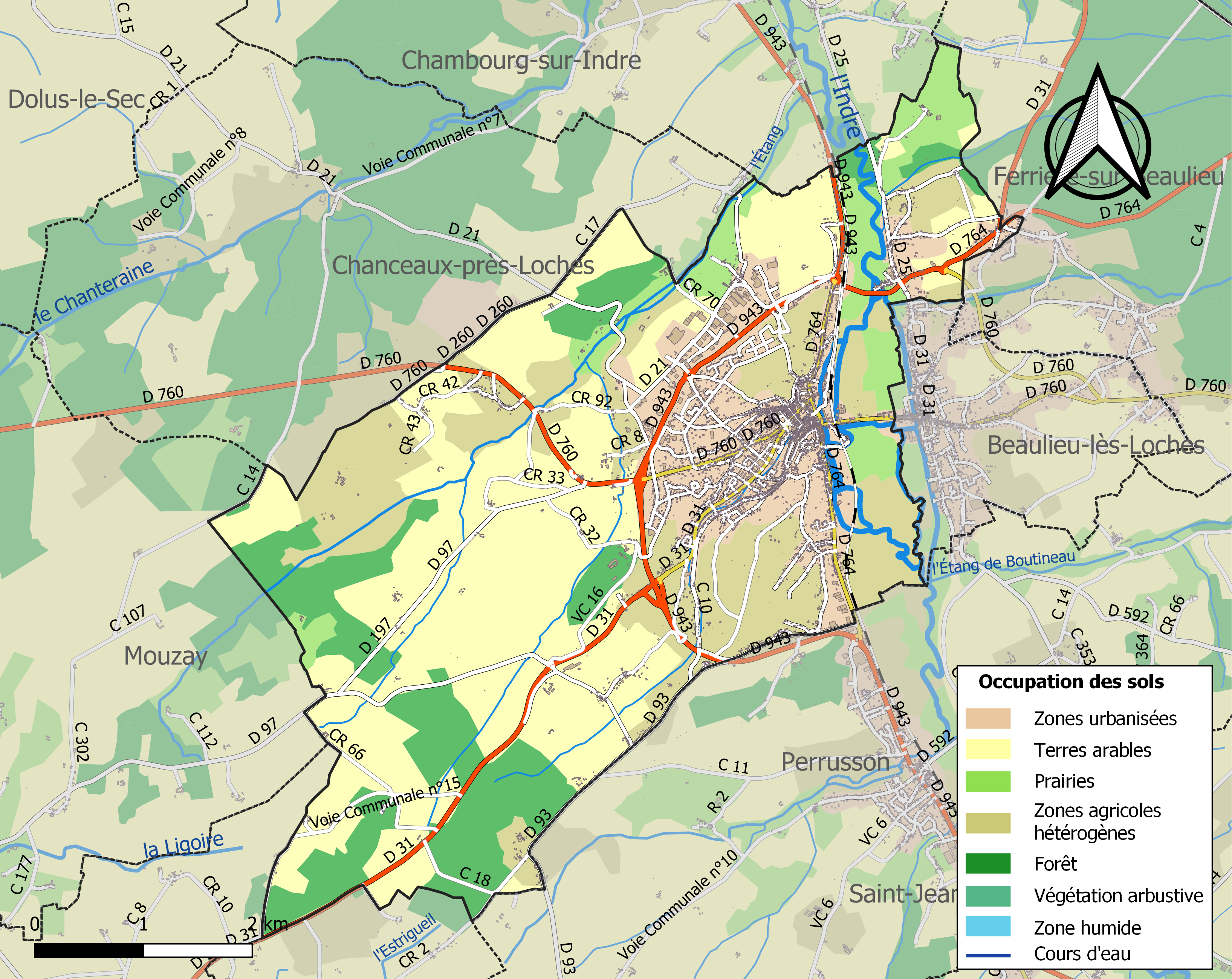
Kaart van de gemeente met belangrijkste infrastructuur, bodemgebruik en omliggende gemeenten

## Verkeer en vervoer
In de gemeente ligt spoorwegstation Loches.

## Demografie
Onderstaande figuur toont het verloop van het inwoneraantal van Loches vanaf 1962.

## Bekende inwoners van Loches

### Geboren
- Alfred de Vigny (1797-1863), dichter en toneelschrijver[4]
- Jacques Villeret (1951-2005), acteur

### Overleden
- Ludovico Sforza (1452-1508), hertog van Milaan